# 佩罗瓜尔达
佩罗瓜尔达是葡萄牙贝雅区的一个堂区。总面积36.36平方公里，总人口400人，人口密度11人/平方公里。